# Aubigné-Racan
Pour les articles homonymes, voir Aubigné et Racan.
Aubigné-Racan est une commune française, située dans le département de la Sarthe en région Pays de la Loire, peuplée de 2 131 habitants (les Aubignanais).
La commune fait partie de la province historique du Maine, et se situe dans le Haut-Maine (Maine blanc).

## Géographie
Aubigné-Racan est une commune du Haut-Maine, située à la limite du Haut-Anjou sarthois, surnommé le Maine angevin. Elle est à environ quarante kilomètres au sud du Mans et soixante kilomètres au nord-ouest de Tours. La commune est bordée par le Loir et traversée par quelques ruisseaux dont celui du Gruau.
Les principaux lieux-dits sont la Morinière, la Touche, la Belle Croix, la Bercellerie, Vaugrivaux, la Beaussonière, la Carte, les Coutières, Cherré, Gennevraye, Loyneau et la Loute.
| Sarcé    | Mayet                                       | Verneil-le-Chétif |
| Coulongé | Aubigné-Racan                               |                   |
| Le Lude  | La Chapelle-aux-Choux, Saint-Germain-d'Arcé | Vaas              |

### Climat
Pour des articles plus généraux, voir Climat des Pays de la Loire et Climat de la Sarthe.
En 2010, le climat de la commune est de type climat océanique dégradé des plaines du Centre et du Nord, selon une étude du CNRS s'appuyant sur une série de données couvrant la période 1971-2000. En 2020, Météo-France publie une typologie des climats de la France métropolitaine dans laquelle la commune est exposée à un climat océanique et est dans la région climatique Moyenne vallée de la Loire, caractérisée par une bonne insolation (1 850 h/an) et un été peu pluvieux.
Pour la période 1971-2000, la température annuelle moyenne est de 11,1 °C, avec une amplitude thermique annuelle de 14,6 °C. Le cumul annuel moyen de précipitations est de 686 mm, avec 11,3 jours de précipitations en janvier et 6,7 jours en juillet. Pour la période 1991-2020, la température moyenne annuelle observée sur la station météorologique de Météo-France la plus proche, sur la commune de Luché-Pringé à 14 km à vol d'oiseau, est de 12,4 °C et le cumul annuel moyen de précipitations est de 658,2 mm,. Pour l'avenir, les paramètres climatiques de la commune estimés pour 2050 selon différents scénarios d'émission de gaz à effet de serre sont consultables sur un site dédié publié par Météo-France en novembre 2022.

## Urbanisme

### Typologie
Au 1er janvier 2024, Aubigné-Racan est catégorisée bourg rural, selon la nouvelle grille communale de densité à sept niveaux définie par l'Insee en 2022.
Elle est située hors unité urbaine et hors attraction des villes,.

### Occupation des sols
L'occupation des sols de la commune, telle qu'elle ressort de la base de données européenne d’occupation biophysique des sols Corine Land Cover (CLC), est marquée par l'importance des territoires agricoles (73,1 % en 2018), une proportion sensiblement équivalente à celle de 1990 (73,4 %). La répartition détaillée en 2018 est la suivante : 
terres arables (27,3 %), prairies (27,3 %), forêts (19,1 %), zones agricoles hétérogènes (18,5 %), zones urbanisées (4,8 %), milieux à végétation arbustive et/ou herbacée (1,4 %), eaux continentales (0,9 %), zones industrielles ou commerciales et réseaux de communication (0,8 %). L'évolution de l’occupation des sols de la commune et de ses infrastructures peut être observée sur les différentes représentations cartographiques du territoire : la carte de Cassini (XVIIIe siècle), la carte d'état-major (1820-1866) et les cartes ou photos aériennes de l'IGN pour la période actuelle (1950 à aujourd'hui).

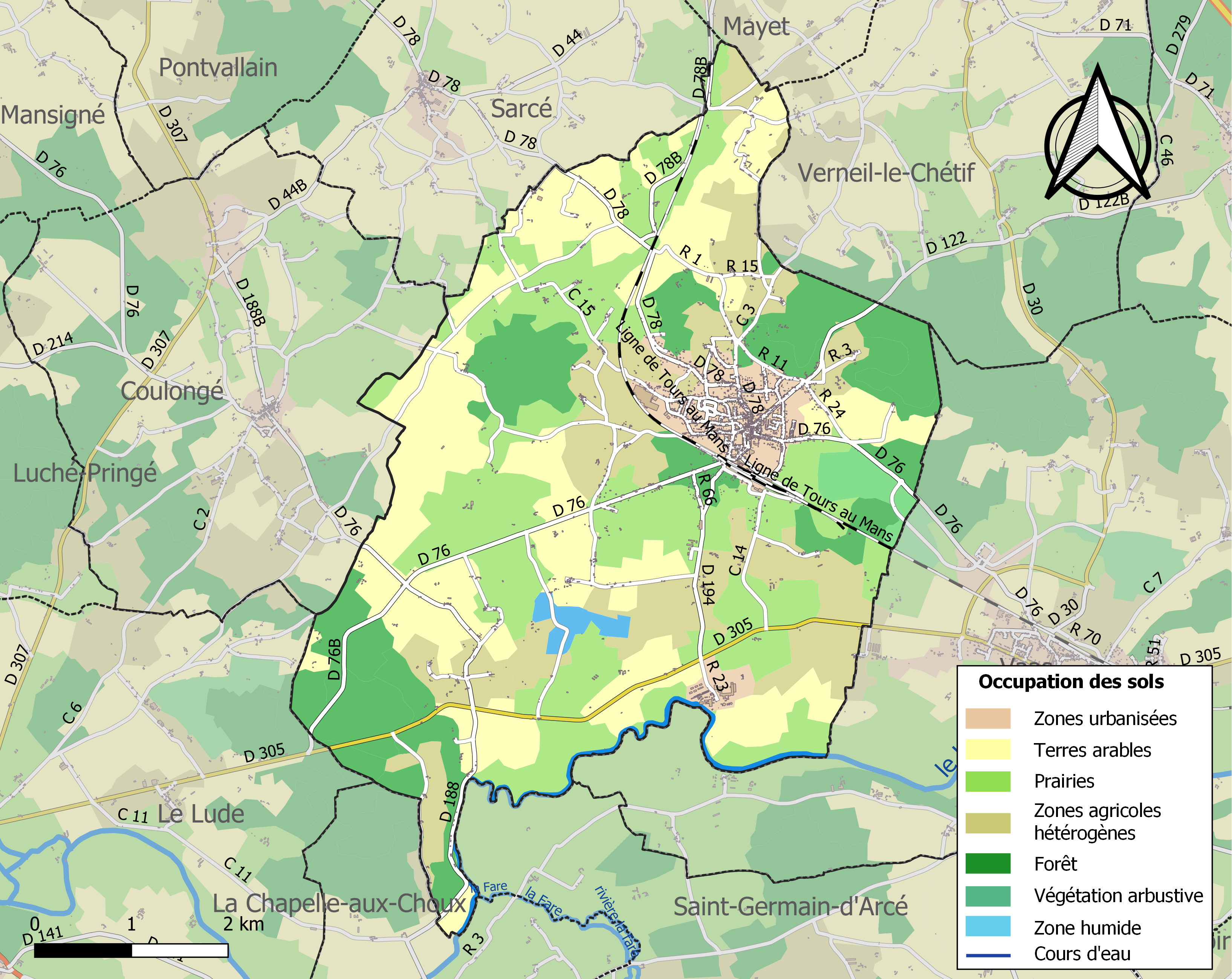
Carte des infrastructures et de l'occupation des sols de la commune en 2018 (CLC).

## Toponymie
Aubigné-Racan tire son nom du latin albus qui signifie blanc et de Racan, poète né en cette commune en 1589, dont le nom fut rattaché à celui de la commune en 1934. L'un des actes notariés rédigés par la canoniale de Saint-Martin de Tours mentionne l'existence de nombreuses possessions du chapitre tourengeau. À cette occasion, le document religieux, émis à l'époque carolingienne, apporte le témoignage que la cité d'Aubigné-Racan était alors connue sous le toponyme d'Albiniacus. En outre, d'autre registres paroissiaux d'époque médiévale plus tardive évoquent le toponyme « Albigneyo ». Le terme « Albiniacus » associé, entre autres, à la cité d'Aubigné-Racan, richement documenté sur le territoire gaulois, et plus globalement au sein de l'aire géographique celte, fait référence à la couleur blanche. Selon l'épigraphiste spécialisé en langues celtiques Xavier Delamarre, le toponyme Albiniacus trouve sa racine dans le suffixe albos (ou albios, albanos) qui signifie « monde d'en-haut », « ciel », « blanc ».

## Histoire
Le territoire de la commune est sans doute occupé par l'homme depuis le Néolithique, comme l'indique la présence de plusieurs dolmens dont celui du Colombier.
Le site archéologique gallo-romain de Cherré montre qu'Aubigné devait être un centre important à partir du Ier siècle.
Sous l'Ancien Régime, la commune dépendait de la sénéchaussée angevine de Baugé et du tribunal spécial ou « greniers à sel » du Lude.
Aubigné-Racan était une dépendance du comté angevin du Lude, cette seigneurie du Haut-Anjou comprenait plusieurs fiefs dans le Maine angevin.
Au début du XIXe siècle, les archives départementales sarthoises font état d'une route (la « route numéro 9 »), raccordant la commune de Château du Lude à une ancienne voie, la « route numéro 159 », reliant Tours au Mans. Le matériau ayant servi à la construction de cet axe de circulation sarthois, le grès roussâtre, est issu de deux carrières : l'une localisée à Aubigné-Racan, l'autre située sur la ville voisine de Coulongé,. À la même époque, au lieu-dit de « la butte du Fourneau », une autre carrière est ouverte sur les terres aubignanaises. Cette autre zone d'exploitation minéralogique fournit deux types de matériaux nécessaires : l'un à caractère calcaire et l'autre de nature argileuse. Les pierres extraites de cette carrière entrent, notamment, dans la composition d'une chaux fabriquée localement (pour la roche calcaire), ainsi que dans la constitution de tuiles (pour la pierre argileuse). Ce second site d'extraction ferme ses portes en 1928.

## Politique et administration

### Administration municipale
| Période                                  | Période                       | Identité        | Étiquette | Qualité |
| ---------------------------------------- | ----------------------------- | --------------- | --------- | --- |
| 1945                                     | octobre 1947                  | Marcel Renaud   |           | |
| octobre 1947                             | mars 1959                     | Armand Millet   |           | |
| mars 1959                                | mars 1965                     | André Bardet    |           | |
| mars 1965                                | mars 1971                     | Armand Millet   |           | |
| mars 1971                                | février 1991 (décès)          | Alexandre Hérin | DVD       | Exploitant de carrières, conseiller général de Mayet (1970 → 1991)                                                |
| 1991                                     | juin 1995                     | Octave Baudouin |           | |
| juin 1995                                | juillet 2014 (décès)          | Michel Royer    | DVD       | Chef d'entreprise retraité, conseiller général de Mayet (1991 → 2014), président de la CC Aune et Loir (? → 2014) |
| septembre 2014                           | mai 2020                      | Philippe Leguet | DVD       | Retraité de l'industrie                                                                                           |
| mai 2020                                 | En cours (au 19 janvier 2021) | Nicolas Mourier | DVD       | Chef d’entreprise, 9e vice-président de la CC Sud Sarthe (2020 → )                                                |
| Les données manquantes sont à compléter. |                               |                 |           | |

## Population et société

### Démographie
L'évolution du nombre d'habitants est connue à travers les recensements de la population effectués dans la commune depuis 1793. Pour les communes de moins de 10 000 habitants, une enquête de recensement portant sur toute la population est réalisée tous les cinq ans, les populations de référence des années intermédiaires étant quant à elles estimées par interpolation ou extrapolation. Pour la commune, le premier recensement exhaustif entrant dans le cadre du nouveau dispositif a été réalisé en 2008.
En 2022, la commune comptait 2 131 habitants, en évolution de +0,28 % par rapport à 2016 (Sarthe : −0,25 %, France hors Mayotte : +2,11 %).
| 1793  | 1800  | 1806  | 1821  | 1831  | 1836  | 1841  | 1846  | 1851  |
| ----- | ----- | ----- | ----- | ----- | ----- | ----- | ----- | ----- |
| 1 664 | 1 611 | 1 804 | 2 006 | 1 954 | 1 971 | 1 974 | 1 972 | 2 052 |

| 1856  | 1861  | 1866  | 1872  | 1876  | 1881  | 1886  | 1891  | 1896  |
| ----- | ----- | ----- | ----- | ----- | ----- | ----- | ----- | ----- |
| 2 011 | 2 276 | 2 406 | 2 377 | 2 286 | 2 312 | 2 207 | 2 044 | 1 932 |

| 1901  | 1906  | 1911  | 1921  | 1926  | 1931  | 1936  | 1946  | 1954  |
| ----- | ----- | ----- | ----- | ----- | ----- | ----- | ----- | ----- |
| 1 935 | 1 870 | 1 865 | 2 156 | 2 145 | 2 120 | 1 866 | 1 768 | 1 782 |

| 1962  | 1968  | 1975  | 1982  | 1990  | 1999  | 2006  | 2008  | 2013  |
| ----- | ----- | ----- | ----- | ----- | ----- | ----- | ----- | ----- |
| 1 866 | 1 858 | 1 942 | 1 923 | 2 103 | 2 100 | 2 080 | 2 075 | 2 157 |

| 2018  | 2022  | - | - | - | - | - | - | - |
| ----- | ----- | - | - | - | - | - | - | - |
| 2 115 | 2 131 | - | - | - | - | - | - | - |

### Manifesttaions culturelles et festivités
- Foire, les 2e samedi de mars et 1er samedi de septembre.
- Marché, les samedis matin.
- Pêche : la quasi-totalité des associations de la commune organisent leur concours de pêche dans l'étang communal.
- Les Colorés d'Aubigné, manifestation sportive et familiale s'accompagnant d'un festival communal créée en septembre 2021[30]. Une seconde édition est prévue en 2023[réf. nécessaire].

## Économie
La commune dispose de nombreuses entreprises, usines et commerces, une agence postale, deux boulangeries, une supérette, un buraliste, un restaurant, un arrêt de train, etc.
Aubigné-racan a deux écoles : une publique et une privée.

## Culture locale et patrimoine

### Lieux et monuments
- Manoir de Champmarin, des XVe, XVIe, XVIIe et XXe siècles, maison natale du poète Racan. L'édifice est partiellement inscrit au titre des Monuments historiques depuis 1978[31].
- Moulin de Cherré, des XVIIe, XIXe et XXe siècles, sur la rive droite du Loir.
- Église Saint-Martin-de-Vertou des XIIe, XVIe et XIXe siècles, de type roman, son haut-relief[32], son groupe sculpté[33] et sa chaire à prêcher[34], tous trois du XVIIe siècle, ainsi que son lutrin[35] du XVIIIe siècle, tous classés monument historique au titre d'objet en 1981.
- Château de Bossé (ou Bocé), des XVIe XVIIIe et XIXe siècles.
- Dolmen de la Pierre, menhir du château de Bossé, allée couverte du Colombier et nécropole néolithique de Cherré.
- Camp d'Éperon de Vaux, enceinte et habitat du Néolithique.
- Site archéologique de Cherré, du Ier au IIIe siècle, inscrit[36] et partiellement classé[37] (théâtre) au titre des monuments historiques.
- Château de Gennevraye, des XVIIe et XIXe siècles. Il est la propriété d’Étienne Du Breuil, maître des requêtes de l'Hôtel du Roi en 1574, époux en 1568 de Jeanne de Sourches, sœur du seigneur de Malicorne, futur gouverneur du Poitou .

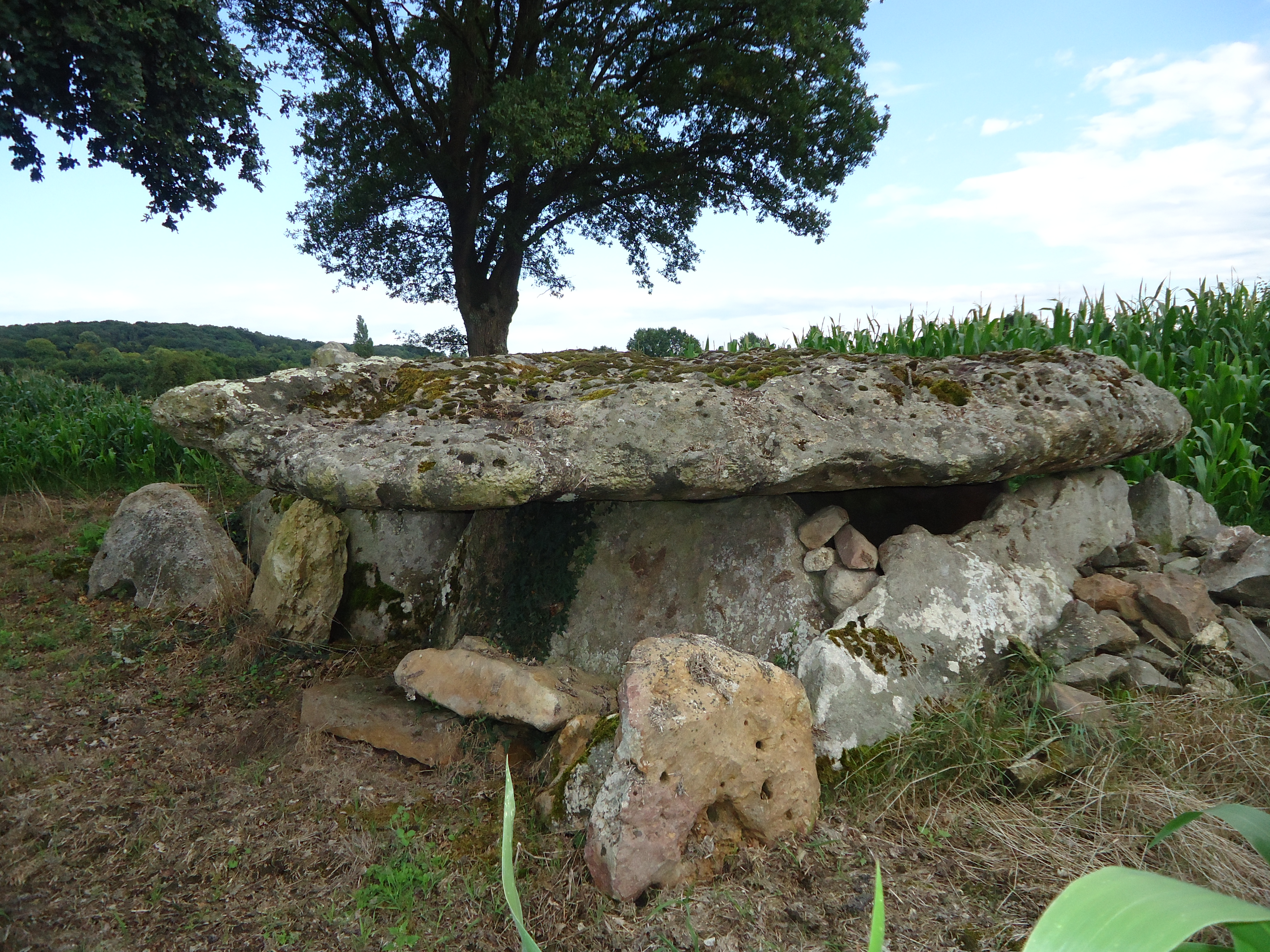
L'allée couverte du Colombier.
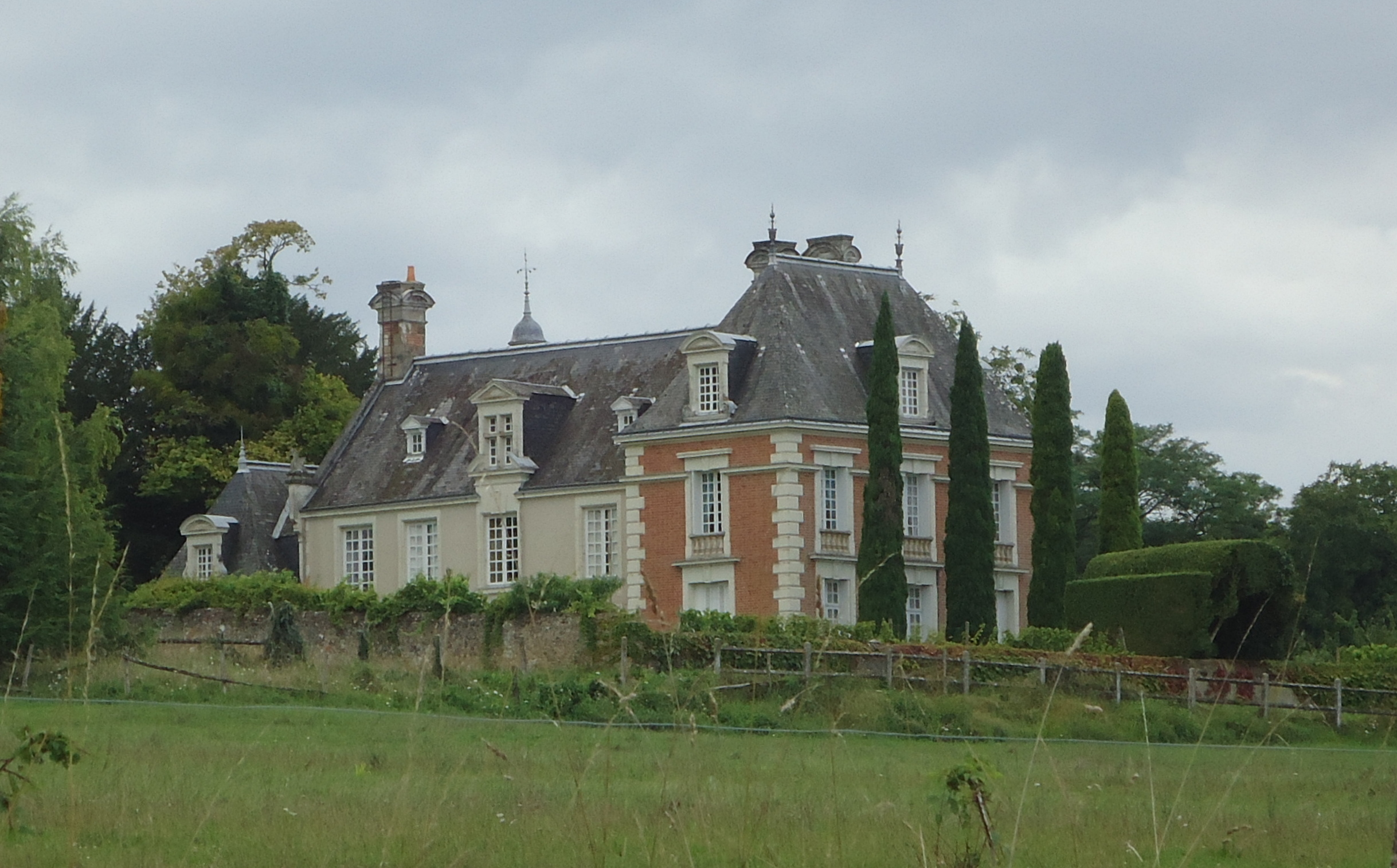
Le château de Gennevraye.
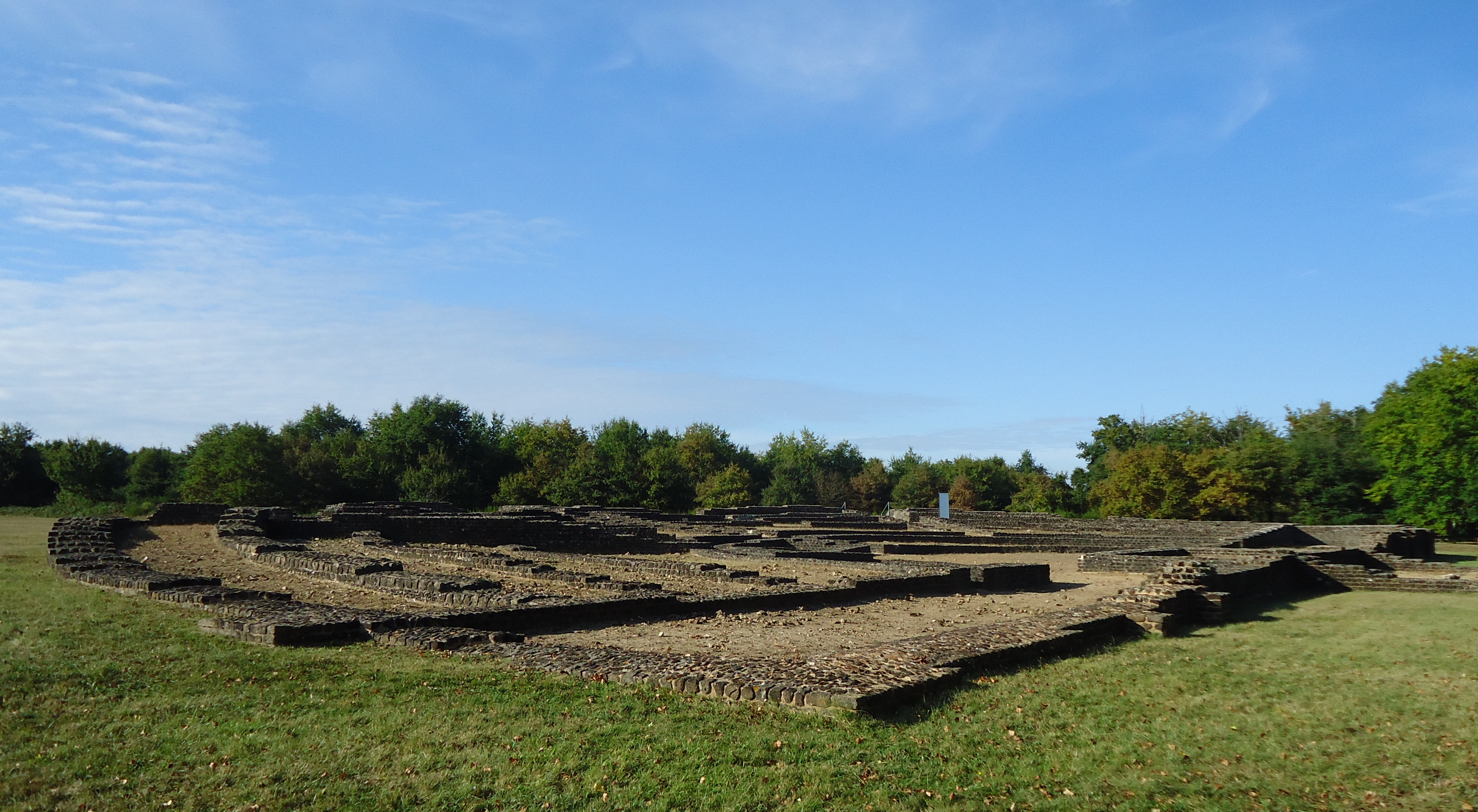
Le théâtre du complexe antique de Cherré.
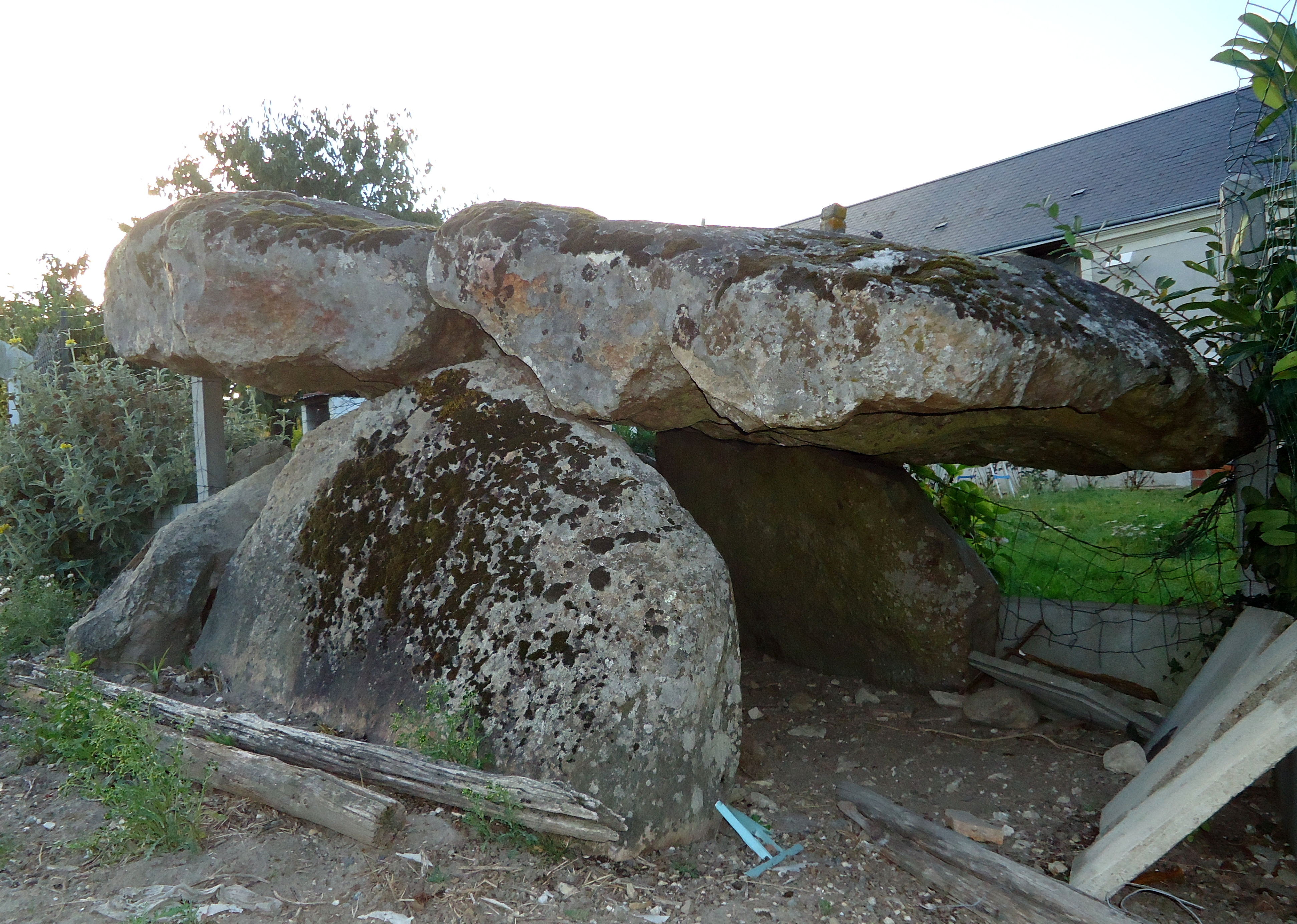
Le dolmen de la Pierre.
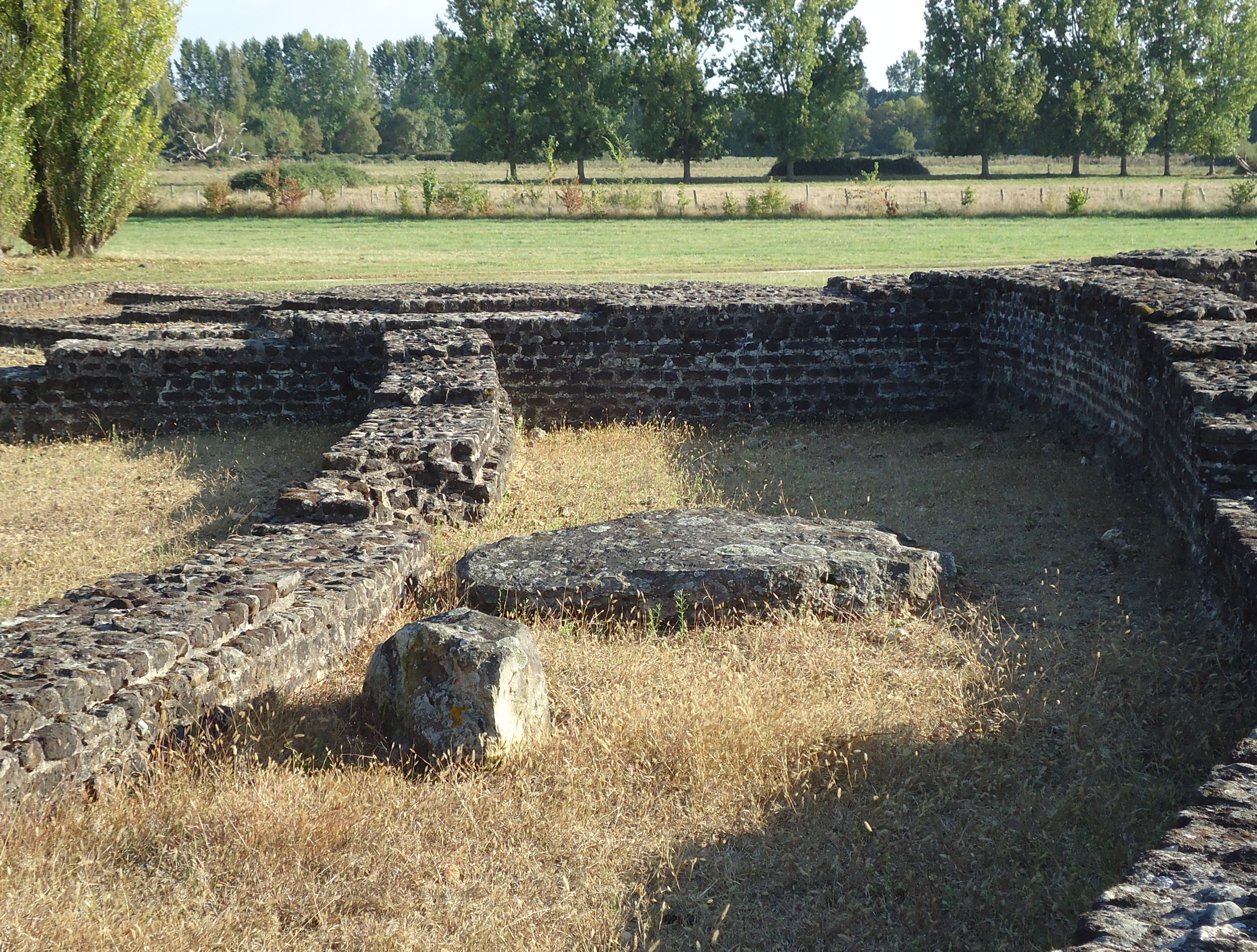
La nécropole néolithique sous le théâtre antique.

### Personnalités liées à la commune
- Étienne Du Breuil. Conseiller au Parlement de Paris, seigneur de La Genevraye. Il acquiert la charge de maître des requêtes de l'Hôtel du Roi par abandon de sa charge de conseiller au Parlement (1574). Il vit à Paris en l'ancien hôtel des évêques de Troyes, rue de Bièvre. Il épouse en 1568 Jehanne de Chourses, veuve de Gallois Le Bailleul, sœur du seigneur de Malicorne (futur gouverneur du Poitou). Il accompagne Henri de Navarre lors de la reprise de la ville de Rouen. Le 1er février 1596, il est insulté par Henri IV après avoir insisté pour faire progresser les pouvoirs judiciaires des maîtres de requêtes de l'Hôtel (Journal de l'Estoile). Devenu seigneur de La Brosse, près de Montereau-fault-Yonne (alors nommé Guerchy), sa disgrâce entraîne des poursuites des créanciers.
- Honorat de Bueil (1589-1670), seigneur de Racan, poète.
- Paul-Charles Delaroche (1886-1914), né à Aubigné, dessinateur, excellent illustrateur des arts du spectacle, travaille pour diverses revues dont Le Monde artiste illustré, la Revue théâtrale, Comœdia, le Théâtre à Paris.
- Marcel Royer (29 février 1912 - 28 juillet 1942), né à Aubigné-Racan, résistant, arrêté, torturé et fusillé par les Allemands, au camp de Souge (Gironde)[38].

### Héraldique
| Blason de Aubigné-Racan | Blason  | D'azur au croissant d'argent accompagné de six croisettes potencées au pied fiché d'or, trois rangées en chef et trois rangées en pointe. |
| Blason de Aubigné-Racan | Détails | Armoirie de la famille de Bueil. Adopté par la municipalité.                                                                              |